# Idiocnemis bidentata
Idiocnemis bidentata – gatunek ważki z rodziny pióronogowatych (Platycnemididae).